# Love Alarm
Love Alarm (hangul: 좋아하면 울리는; rr: Johahamyeon Ullineun) é uma série de televisão sul-coreana estrelada por Kim So-hyun , Jung Ga-ram e Song Kang . Baseado no webtoon Daum de mesmo nome de Chon Kye-young , segue a vida de uma, mostra a história de uma estudante do ensino médio em uma sociedade influenciada por um aplicativo móvel capaz de notificar se alguém em ao seu redor tem sentimentos românticos por ela.
A primeira temporada da série estreou na Netflix em 22 de agosto de 2019 tendo sido um sucesso comercial. Foi classificado como um dos principais lançamentos da Netflix na Coreia do Sul em 2019 e foi renovada para uma segunda temporada em 29 de outubro de 2019. A segunda temporada foi exibida em 12 de março de 2021.

## Sinopse
Em um mundo em que um aplicativo avisa seus usuários se alguém por perto gosta deles, Kim Jojo descobre o amor e encara as adversidades da vida. O Love Alarm é um aplicativo de celular com tecnologia disruptiva e funciona como um "detector de crushs". Seu usuário é notificado toda vez que alguém que gosta dele está próximo, dentro de um raio de 10 metros de distância, contanto que essa pessoa também seja usuária do Love Alarm. Por outro lado, seus sentimentos também serão expostos ao se aproximar da pessoa amada. Com isso, algumas pessoas acabam ficando obcecadas com os números, esperando serem amadas por mais usuários e se revoltando quando não conseguem o que esperavam. Relaciona-se, portanto, com o episódio Nosedive, de Black Mirror, que aborda vidas baseadas em "likes", sendo ambos uma crítica a como deixamos os aplicativos tomarem conta de nossos sentimentos e vidas. Tudo isso, entretanto, será passado de forma natural, escondido nas entrelinhas de um drama romântico juvenil, quebrando com o preconceito de que este gênero é bobo e improdutivo ao apresentar críticas sociais em sua narrativa.

## Elenco

### Principais
- Kim So-hyun como Kim Jo-jo, uma bela e trabalhadora estudante do ensino médio que é brilhante e alegre, apesar da dolorosa história de sua família.
- Jung Ga-ram como Lee Hye-young, um estudante trabalhador do ensino médio que também gosta de Jo-jo e é amigo de infância de Sun-oh. Ele é filho único de uma empregada doméstica que trabalha na casa de Sun-oh.
- Song Kang como Hwang Sun-oh, um modelo bonito e estudante do ensino médio que cresceu como filho único em uma família rica, mas indiferente, com muitos problemas. Ele se apaixona por Kim Jo-jo.

### Recorrentes
- Go Min-si como Park Gul-mi, prima de Jo-jo. Ela é uma garota popular na escola que gosta de Sun-oh, mas é questionada por Cheon Duk-gu, desenvolvendo ódio por ele.[13]
- Lee Jae-eung como Cheon Duk-gu / Brian Cheon, desenvolvedor do aplicativo Love Alarm.[14]
- Song Seon-mi como Jeong Mi-mi, uma atriz popular que tem um relacionamento distante com seu filho Sun-oh.
- Shim Yi-young como Baek Kyung-hee, a mãe amorosa e carinhosa de Hye-young.[15]
- Kim Young-pil como Hwang Jae-chul
- Park Sung-yeon como tia de Jo-jo e mãe de Gul-mi.
- Yoon Na-moo como Kim Min-jae
- Shin Seung-ho como Jang Il-sik, um vibrante estudante de judô e ex-namorado de Jo-jo.[16]
- Ji Hye-ra como Kim Jang-go, a melhor amiga de Jo-jo. Ela secretamente gosta de Il-sik. Ela e Jo-jo eventualmente se separam.
- Kim Ye-ji como Sung Ji-yeon
- Kim Young-ok como avó de Jo-jo.
- Choi Joo-won como Choi Joo-won, o alegre e enérgico colega de escola de Sun-oh.[15]
- Yeom Ji-young como a mãe de Jo-jo.
- Song Geon-hee como Marx, uma estrela ídolo popular.[17]
- Kim Si-eun como Lee Yuk-jo, a nova namorada de Sun-oh.
- Jo Yoo-jung como Mon Sun, colega de trabalho de Jo-jo no salão de casamento.
- Yoo In-soo como estudante
- Ham Sung-min como estudante intimidado

## Episódios

### Resumo
| Temporada | Temporada | Episódios | Episódios | Originalmente lançado |                      |
| --------- | --------- | --------- | --------- | --------------------- | -------------------- |
|           | 1         | 8         | 8         | 22 de agosto de 2019  | 22 de agosto de 2019 |
|           | 2         | 6         | 6         | 12 de março de 2021   | 12 de março de 2021  |

### Temporada 1 (2019)
| N.º na série | N.º na temp. | Título | Dirigido por | Escrito por                          | Lançamento           |
| --- | ------------ | --- | ------------ | ------------------------------------ | -------------------- |
| 1 | 1            | "O raio antes do trovão " "The Flash of Lightning Before It Thunders 천둥이 울리기전 번개가 먼저 치는 것처럼 "                                                                 | Lee Na-jung  | Lee Ah-yeon, Seo Bo-ra & Kim Sae-bom | 22 de agosto de 2019 |
| Ao contrário de seus amigos, Kim Jojo tem coisas mais importantes para se preocupar do que namoro. Após voltar de viagem aos Estados Unidos, Hwang Sun-oh visita Lee Hye-yeong e conhece Kim Jojo. |              | |              |                                      |                      |
| 2 | 2            | "Ninguém manda no próprio coração " "There’s Nothing Anyone Can Do When You Like Someone 좋아한다는 건 누구도 막을 수 없는 일 "                                                | Lee Na-jung  | Lee Ah-yeon, Seo Bo-ra & Kim Sae-bom | 22 de agosto de 2019 |
| Sun-oh quer saber se Hye-yeong gosta de Jojo e conta o que ele fez. Jang Il-sik briga com Sun-oh e Hye-yeong.                                                                                      |              | |              |                                      |                      |
| 3 | 3            | "O milagre de duas pessoas que se gostam " "The Miracle of Two People Liking Each Other 내가 좋아하는 사람이 나를 좋아한다 기적같은 일 "                                       | Lee Na-jung  | Lee Ah-yeon & Seo Bo-ra              | 22 de agosto de 2019 |
| Jojo questiona Sun-oh sobre as fotos. Os boatos se espalham pela escola e Jang-go se irrita com a mentira de Jojo. Il-sik cobra explicações de Jang-go sobre sua atitude.                          |              | |              |                                      |                      |
| 4 | 4            | "A melhor sensação do mundo é saber que tem alguém do meu lado" "The Best Feeling in the World Is Knowing There’s Someone on My Side 세상에서 가장 큰 위로 내 편이 있다는 것 " | Lee Na-jung  | Lee Ah-yeon & Seo Bo-ra              | 22 de agosto de 2019 |
| Sun-oh pergunta a Jojo sobre a excursão da escola e percebe que não pode fazer nada por ela. Il-sik dá uma notícia preocupante à Jang-go.                                                          |              | |              |                                      |                      |
| 5 | 5            | "Gostar de alguém é coisa séria " "The Gravity of Liking Someone 좋아하는 마음의 무게 "                                                                                        | Lee Na-jung  | Lee Ah-yeon & Seo Bo-ra              | 22 de agosto de 2019 |
| Jojo conversa com Sun-oh sobre seus pais e dá uma sugestão inesperada. Ela questiona Jang-go depois de ouvir algo por acaso.                                                                       |              | |              |                                      |                      |
| 6 | 6            | "Seu coração está seguro agora " "Your Heart Is Safe Now 이제 당신의 마음은 보호됩니다 "                                                                                       | Lee Na-jung  | Lee Ah-yeon & Seo Bo-ra              | 22 de agosto de 2019 |
| A notícia sobre a tragédia se espalha. Na biblioteca, Hye-yeong conta para Jojo que planeja cortejá-la à moda antiga.                                                                              |              | |              |                                      |                      |
| 7 | 7            | "Algo que guardei e só posso dizer para você " "Something I’ve Been Holding Back and Can Only Say to You 숨겨두고 참아왔던 말 너에게만 할 수 있는 말 "                         | Lee Na-jung  | Lee Ah-yeon & Seo Bo-ra              | 22 de agosto de 2019 |
| Jojo tenta usar o escudo e recusa a ajuda de Hye-yeong, mas ele a convida para um passeio especial.                                                                                                |              | |              |                                      |                      |
| 8 | 8            | "Um é maior que qualquer outro número no mundo " "One Is Bigger Than Any Other Number in the World 1은 세상의 모든 수보다 크다 "                                               | Lee Na-jung  | Lee Ah-yeon & Seo Bo-ra              | 22 de agosto de 2019 |
| Jojo reflete sobre o que é gostar de alguém e acha que o escudo pode ser desnecessário. Sun-oh quer saber se ela ainda sente algo por ele.                                                         |              | |              |                                      |                      |

### Temporada 2 (2021)
| N.º na série | N.º na temp. | Título        | Dirigido por | Escrito por                                         | Lançamento          |
| --- | ------------ | ------------- | ------------ | --------------------------------------------------- | ------------------- |
| 1 | 9            | "Episódio 1"  | Kim Jin-woo  | Workshop R (Cha Yeon-su, Kim Seo-yi, Kwon Ji-young) | 12 de março de 2021 |
| Curiosa sobre o que realmente sente por Hye-yeong, Jojo volta à escola para procurar informações sobre Chon Duk-gu e acaba revivendo o passado. |              |               |              |                                                     |                     |
| 2 | 10           | "Episódio 2"  | Kim Jin-woo  | Workshop R                                          | 12 de março de 2021 |
| Jojo pergunta a Brian Chon sobre o escudo em um evento com os membros do Badge Club, inclusive Sun-oh. Hye-yeong se encontra com o pai.         |              |               |              |                                                     |                     |
| 3 | 11           | "Episódio 3"  | Kim Jin-woo  | Workshop R                                          | 12 de março de 2021 |
| Jojo consola Hye-yeong após um dia difícil. Sem saber lidar com o conhecimento do escudo, Sun-oh procura Jojo para saber a verdade.             |              |               |              |                                                     |                     |
| 4 | 12           | "Episódio 4"  | Kim Jin-woo  | Workshop R                                          | 12 de março de 2021 |
| O vídeo de Sun-oh na sala de aula viraliza e provoca um conflito com Hye-yeong. Jojo recebe um presente especial de uma pessoa desconhecida.    |              |               |              |                                                     |                     |
| 5 | 13           | "Episódio 5"  | Kim Jin-woo  | Workshop R                                          | 12 de março de 2021 |
| Park Gul-mi realiza uma grande conquista. Brian questiona Jojo sobre o escudo, a lança e Duk-gu, e as revelações são impactantes.               |              |               |              |                                                     |                     |
| 6 | 14           | "'Episódio 6" | Kim Jin-woo  | Workshop R                                          | 12 de março de 2021 |
| Após revelar a identidade e a inspiração por trás do Mundo que Toca, Jojo faz as pazes com o passado. Duk-gu honra sua parte do acordo.         |              |               |              |                                                     |                     |

## Produção

### Desenvolvimento
Em 5 de janeiro de 2017, a Netflix anunciou que produziria sua primeira série de televisão sul-coreana original, com lançamento planejado para 2018. Kim Min-young, diretora de conteúdo da Netflix coreana, descreve o drama como "focado em uma narrativa única com arestas criativas em sua história". A data de estreia foi adiada para agosto de 2019.
Em uma entrevista, o diretor Lee Na-jeong mencionou que a produção de uma segunda temporada dependia da popularidade da primeira temporada. Em 29 de outubro de 2019, a Netflix renovou a série para uma segunda temporada. A primeira leitura do roteiro ocorreu em 21 de fevereiro de 2020.

### Seleção do elenco
O papel principal masculino foi inicialmente oferecido a Ahn Hyo-seop, mas ele recusou a oferta.
Lee Na-jung escalou Kim So-hyun como Jojo por causa de uma alta taxa de sincronização na aparência e suas ricas habilidades de atuação que estavam além de sua idade. Além disso, Kim foi a primeira escolha para interpretar Kim Jo-jo, do autor do webtoon do Love Alarm, Chon Kye-young e fãs online. Ao explicar o motivo da escalação de Jung Ga-ram, o diretor elogiou seus olhos, dizendo que eles eram líricos, claros e limpos, não como outros atores em seus 20 anos atualmente. Enquanto isso, Song Kang passou por uma audição competindo com 900 pessoas e foi escalado.

### Música
A trilha sonora de Love Alarm inclui sete temas principais e quatorze partituras musicais. Foi lançado através de vários portais de música, incluindo Melon, iTunes e Spotify em 6 de setembro de 2019 pelas produtoras Studio Dragon e Biscuit Sound.

## Trilha sonora
| CD 1           |                                                      |                |         |  |
| N.º            | Título                                               | Artista        | Duração |  |
| 1.             | "Love Alarm" (feat. 타루 [ko])                       | Tearliner      | 1:46    |  |
| 2.             | "In My Dreams" (feat. Love X Stereo [en])            | Tearliner      | 4:05    |  |
| 3.             | "Falling Again"                                      | Klang          | 4:12    |  |
| 4.             | "A Man for All Seasons" (feat. ko)                   | Tearliner      | 3:44    |  |
| 5.             | "In My Little Mind"                                  | Hodge          | 4:26    |  |
| 6.             | "Blooming Story" (feat. Jo Hae-jin)                  | Tearliner      | 2:44    |  |
| 7.             | "In My Dreams (Acoustic Ver.)" (feat. Love X Stereo) | Tearliner      | 4:07    |  |
| Duração total: | Duração total:                                       | Duração total: | 25:04   |  |

| CD 2           |                        |                                        |         |  |
| N.º            | Título                 | Artista                                | Duração |  |
| 1.             | "Morning Alarm"        | Tearliner                              | 1:12    |  |
| 2.             | "Raindrop"             | Kim Wan-jung                           | 2:06    |  |
| 3.             | "Bygones"              | Tearliner                              | 1:59    |  |
| 4.             | "I Won't Heartbreaken" | Lee Kwang-hee Seo Hyun-il Min Ji-young | 4:11    |  |
| 5.             | "We Finally"           | Tearliner                              | 1:38    |  |
| 6.             | "Gaze"                 | Lee Kwang-hee Seo Hyun-il Min Ji-young | 4:42    |  |
| 7.             | "Dawn Whisper"         | Tearliner                              | 1:39    |  |
| 8.             | "Two Hearts"           | Lee Kwang-hee Seo Hyun-il Min Ji-young | 3:43    |  |
| 9.             | "Miss September"       | Tearliner                              | 1:23    |  |
| 10.            | "At the Bus Stop"      | Lee Kwang-hee Seo Hyun-il Min Ji-young | 4:20    |  |
| 11.            | "Trauma"               | Lee Kwang-hee Seo Hyun-il Min Ji-young | 4:30    |  |
| 12.            | "Mirroring"            | Tearliner                              | 1:44    |  |
| 13.            | "Jojo"                 | Lee Kwang-hee Seo Hyun-il              | 3:51    |  |
| 14.            | "Voice"                | Sentimental Scenery                    | 2:09    |  |
| Duração total: | Duração total:         | Duração total:                         | 39:07   |  |

## Promoção
Love Alarm realizou uma zona de experiência interativa de 18 de agosto a 1º de setembro de 2019 na Lotte World Tower World Park Square. Cada espaço foi decorado como se a função do app no drama fosse visualizada na realidade e proporcionasse uma experiência romântica aos amantes, amigos e familiares que visitaram o local. Além disso, um aplicativo que se parece com o da série (mas funciona de forma diferente) foi lançado para os eventos promocionais.

## Divulgação

### Audiência
Em 30 de dezembro de 2019, a Netflix divulgou os 10 programas mais amados da Coreia em 2019, no qual a série ficou em oitavo lugar na lista.

### Resposta da crítica
Richard Yu, do Cinema Escapist, elogia Love Alarm por ser um comentário social sobre a influência negativa das mídias sociais na sociedade atual. Ele postula: 

...você provavelmente está pensando que Love Alarm é apenas um drama colegial medíocre—e superficialmente, você está certo. Mas uma vez que você descasque as camadas de abstração e inspecione os elementos da história, você descobrirá que Love Alarm é mais parecido com Black Mirror do que com High School Musical [...] Love Alarm traz à luz o lado negro da mídia social: sejam questões de autoestima, ou como a mídia social torna nossos relacionamentos mais superficiais [...] Embora Love Alarm pareça insuficiente no enredo, ele brilha nas redes sociais com comentários que são cada vez mais necessários à medida que percebemos que as mídias sociais prejudicam nossa saúde mental individual e a saúde mental coletiva da sociedade ... A série é um tanto como um Cavalo de Tróia para o despretensioso público adolescente: eles podem ser atraídos pela história de amor de Cinderela, mas acabam aprendendo uma lição sobre os males do vício em mídias sociais.Original (em inglês): ...you’re probably thinking that Love Alarm is just a mediocre boilerplate high school drama—and on the surface, you’d be right. But once you peel back the layers of abstraction and inspect the story’s elements, you’ll find that Love Alarm is more like Black Mirror than High School Musical... Love Alarm brings to light the dark side of social media: whether it’s self-esteem issues, or how social media makes our relationships more superficial ... While Love Alarm comes up short in plot, it shines in social commentary that’s increasingly necessary as we realize social media damages both our individual mental health and society’s collective mental health .... The series is a bit of a Trojan horse for unassuming teen audiences: they might be drawn in by the Cinderella-like love story, but end up learning a lesson about the ills of social media addiction.— Richard Yu  (em inglês)

Stephen McCarty, do South China Morning Post, opinou que "Love Alarm não é apenas uma história de amor inocente, mas também lida com proteção de dados, direitos dos homossexuais, as consequências extremas da dor de cabeça e invasão de smartphones". Joan MacDonald, da Forbes, disse que "Love Alarm dá ao gênero familiar uma reviravolta ao imaginar um mundo onde smartphones podem dizer a qualquer um que baixe um aplicativo Love Alarm se alguém próximo está apaixonado por eles".